# Bézu-la-Forêt
Bézu-la-Forêt és un municipi francès situat al departament de l'Eure i a la regió de Normandia. L'any 2007 tenia 214 habitants.

## Demografia

### Població
El 2007 la població de fet de Bézu-la-Forêt era de 214 persones. Hi havia 84 famílies, de les quals 21 eren unipersonals (8 homes vivint sols i 13 dones vivint soles), 34 parelles sense fills, 25 parelles amb fills i 4 famílies monoparentals amb fills.
La població ha evolucionat segons el següent gràfic:
Habitants censats

### Habitatges
El 2007 hi havia 127 habitatges, 87 eren l'habitatge principal de la família, 34 eren segones residències i 5 estaven desocupats. Tots els 127 habitatges eren cases. Dels 87 habitatges principals, 65 estaven ocupats pels seus propietaris, 14 estaven llogats i ocupats pels llogaters i 8 estaven cedits a títol gratuït; 3 tenien dues cambres, 17 en tenien tres, 20 en tenien quatre i 47 en tenien cinc o més. 54 habitatges disposaven pel capbaix d'una plaça de pàrquing. A 38 habitatges hi havia un automòbil i a 41 n'hi havia dos o més.

### Piràmide de població
La piràmide de població per edats i sexe el 2009 era:
| Homes | Edats   | Dones |
| ----- | ------- | ----- |
| 0     | 95 o +  | 0     |
| 0     | 90 a 94 | 0     |
| 0     | 85 a 89 | 4     |
| 0     | 80 a 84 | 4     |
| 4     | 75 a 79 | 0     |
| 8     | 70 a 74 | 4     |
| 4     | 65 a 69 | 0     |
| 8     | 60 a 64 | 4     |
| 4     | 55 a 59 | 4     |
| 8     | 50 a 54 | 4     |
| 8     | 45 a 49 | 12    |
| 12    | 40 a 44 | 4     |
| 4     | 35 a 39 | 16    |
| 8     | 30 a 34 | 12    |
| 4     | 25 a 29 | 4     |
| 0     | 20 a 24 | 4     |
| 0     | 15 a 19 | 0     |
| 20    | 10 a 14 | 4     |
| 20    | 5 a 9   | 4     |
| 4     | 0 a 4   | 8     |

## Economia
El 2007 la població en edat de treballar era de 135 persones, 98 eren actives i 37 eren inactives. De les 98 persones actives 88 estaven ocupades (52 homes i 36 dones) i 10 estaven aturades (4 homes i 6 dones). De les 37 persones inactives 14 estaven jubilades, 6 estaven estudiant i 17 estaven classificades com a «altres inactius».

### Ingressos
El 2009 a Bézu-la-Forêt hi havia 94 unitats fiscals que integraven 224 persones, la mediana anual d'ingressos fiscals per persona era de 17.717 €.

### Activitats econòmiques
Dels 4 establiments que hi havia el 2007, 1 era d'una empresa d'hostatgeria i restauració, 1 d'una empresa d'informació i comunicació, 1 d'una empresa de serveis i 1 d'una empresa classificada com a «altres activitats de serveis».
Dels 2 establiments de servei als particulars que hi havia el 2009, 1 era una perruqueria i 1 restaurant.
L'any 2000 a Bézu-la-Forêt hi havia 13 explotacions agrícoles que ocupaven un total de 1.043 hectàrees.

## Poblacions més properes
El següent diagrama mostra les poblacions més properes.